# 딩자리
딩자리(중국어 간체자: 丁嘉丽, 정체자: 丁嘉麗, 병음: Dīng Jiālì, 한자음: 정가려, 1959년 12월 16일 ~ )는 중국의 배우이다.

## 출연작

### 드라마
- 2011년 장쑤 위성 텔레비전 행복극장 《나혼시대》 - 샤오홍샤 역
- 2012년 안후이 위성 텔레비전 해돈제일극장 《의족적분투》 - 자오메이펑 역
- 2012년 동방 위성 텔레비전 몽상극장 《풍화일려》 - 하구이화 역
- 2013년 안후이 위성 텔레비전 해돈제일극장 《가문》 - 탕리화 역
- 2019년 중국중앙텔레비전 제일특약극장 《노중의》 - 자오치 역
- 2020년 동방 위성 텔레비전 《안가 : Selling Dream》 - 판구이위 역
- 2022년 베이징 텔레비전 품질극장 《환영광림》 - 쑨차이샤 역